# Liefkenshoektunnel
De Liefkenshoektunnel is een toltunnel ten noorden van Antwerpen onder de Schelde. De tunnel is een onderdeel van de autosnelweg R2. De tunnel ligt tussen de Beverentunnel (onder de Kallosluis) en in het verlengde van de Frans Tijsmanstunnel, die onder het Kanaaldok door gaat. De tunnel dankt zijn naam aan het nabijgelegen fort Liefkenshoek.
De Liefkenshoektunnel is betaald met privégeld omdat de toenmalige federale overheid geen geld kon vrijmaken voor de bouw. Om de geïnvesteerde bedragen te kunnen terugverdienen moet er sinds de opening tolgeld betaald worden.
In 2004 maakten 4,7 miljoen wagens en 2,2 miljoen vrachtwagens gebruik van de tunnel. In 2014 was dit opgelopen tot 4,9 miljoen wagens en 3,0 miljoen vrachtwagens, in 2017 werd de kaap van 10 miljoen voertuigen een eerste maal overschreden met 6,4 miljoen wagens en 3,9 miljoen vrachtwagens.

## Geschiedenis

### Idee
Door het toegenomen wegverkeer rond Antwerpen werd een derde Scheldeverbinding voor het wegverkeer naast de Waaslandtunnel en Kennedytunnel wenselijk geacht.

### Bouw
Als bouwheer werd gekozen voor NV Tunnel Liefkenshoek, een consortium opgericht in mei 1987 door de aannemers De Meyer, Betonac en Van Laere. Deze verkreeg op 3 oktober 1985 een overeenkomst met een opstalrecht en een exploitatieconcessie voor de tunnel tot 9 juli 2009. Volgens Jos Ansoms had de gekozen concessieformule tot gevolg dat de concurrentie niet speelde en stegen de bouwkosten hierdoor met 40%.
De tunnel is gebouwd volgens het principe van een afgezonken tunnel en de werken werden aangevat op 10 juli 1987. In een speciaal daartoe uitgegraven droogdok - het huidige Vrasenedok - werden de acht moten van de tunnel, elk 142 meter lang, geprefabriceerd en nadien over de Schelde met sleepboten tot op de definitieve plaats van afzinken gebracht. Deze 8 elementen vormen samen met de ter plaatse gemaakte tunnelinritten de verbinding tussen beide oevers van de Schelde. In 1991 was de tunnel en de rest van de R2-verbinding tot aan de expresweg Antwerpen - Kust (E34) afgewerkt. De tunnel werd op 10 juli 1991 geopend door minister Johan Sauwens

### Onbenutting en schadeclaim
Oorspronkelijk was geraamd dat de concessieovereenkomst 16,2 miljard BEF zou opleveren voor de overheid en dat de tunnel na een termijn van 22 jaar gratis zou toekomen aan de staat. 
Het aantal gebruikers van de toltunnel bleef in de eerste jaren na de aanleg echter lager dan in de prognoses. De NV Liefkenshoektunnel stelde het Vlaamse gewest hiervoor verantwoordelijk omdat het de beloofde toegangswegen naar de tunnel niet had aangelegd. De rechtbank van eerste aanleg gaf de privé-exploitanten gelijk, en legde de Vlaamse regering op 30 juni 1994 op om binnen de vijf dagen een schadevergoeding van 2,2 miljard BEF te betalen en voorzag hiervoor een dwangsom van 5 miljoen BEF per dag. De rechter veroordeelde de Vlaamse regering tevens tot het vergoeden van alle gemiste inkomsten ter waarde van 1 miljard BEF op jaarbasis.

### Dading
Op 16 mei 1995 ging de Vlaamse regering een dading aan en werden alle aandelen van de verlieslijdende NV Tunnel Liefkenshoek via de GIMV (Gewestelijke Investeringsmaatschappij Vlaanderen) volledig overgenomen door het Vlaams Gewest voor een bedrag van 320 miljoen BEF. Tevens legde de Vlaamse regering zich neer bij het gerechtelijk vonnis om het verlies van 2,2 miljard BEF ingevolge de concessie-overeenkomst te vergoeden.
Het Rekenhof oordeelde dat er geen evenwichtige risicospreiding was voorzien in deze concessie. Zo leed de overheid bij dit project een miljardenverlies (BEF). De privé-ondernemers maakten een beperkte winst, weliswaar kleiner dan oorspronkelijk geraamd. Naar aanleiding daarvan nam het Vlaams Parlement op 10 juli 1996 een resolutie aan die een evenwichtige spreiding van de risico's en de winsten vereist bij alternatieve financieringen van overheidsopdrachten.
Door maximaal gebruik te maken van lage rentevoeten kon de Vlaamse regering in 1997 de schuld beperken tot 210 miljoen euro. Toenmalig minister-president Luc Van den Brande verwachtte toen dat door deze verlaagde schuldpositie en de stijgende omzetcijfers de tunnel reeds vanaf 1998 zelfbedruipend zou zijn.

### Lease-in-lease-out
Aanvullend besliste de Vlaamse regering op voorstel van de Vlaamse minister van Financiën, Begroting en Gezondheidsbeleid, Wivina Demeester om een lease-in-lease-out-transactie (LILO) af te sluiten met twee Amerikaanse banken (NationsBank en Wachovia Bank of North Carolina) met als actief de tunnel zelf. Tijdens de bespreking van dit voorstel in maart 1997 bevestigde de minister dat deze financiële transactie geen alternatieve financiering was. Ze lichtte toe dat het Vlaams Parlement zich de vraag diende te stellen of ze het aanvaardbaar acht met behulp van deze financiële constructie 850 miljoen frank te verdienen die men in een of ander beleidsdomein kan inzetten. 700 miljoen daarvan kwam op de Vlaamse begroting terecht en werd gebruikt voor de bouw van het Administratief Centrum in Hasselt.
De transactie hield in dat de NV Tunnel Liefkenshoek zijn recht om tol te innen tot 2012 verhuurt aan de Amerikaanse banken en het vervolgens opnieuw huurt. Door gebruik te maken van verschillen tussen de Amerikaanse en de Belgische belastingwetgeving kon een fiscale winst geboekt worden. De opbrengst werd verdeeld tussen de twee Amerikaanse banken en de Vlaamse overheid. De twee Amerikaanse banken krijgen de Liefkenshoektunnel in 'subconcessie' die conform de Amerikaanse wetgeving loopt tot 2029. Op vraag van de banken verlengde de Vlaamse regering de concessie, die oorspronkelijk tot 2009 zou lopen, tot 2037. De beide banken geven de tunnel tot het jaar 2024 in 'sub-subconcessie' aan de NV Tunnel Liefkenshoek.
Bij aanvang werd beslist dat de NV Tunnel Liefkenshoek deze transactie al in 2012 kan terugdraaien en de overblijvende rechten van de Amerikaanse investeerders terug kan kopen. 18 maanden voor het verstrijken van die termijn moet hierover een beslissing worden genomen. De overeenkomst voorziet dat de daarvoor noodzakelijke afkoopsom van 9,56 miljoen BEF belegd zal worden o.a door de aanschaf van Amerikaanse waardepapieren. Tot 2012 kan de tolheffing in de tunnel niet worden afgeschaft. Indien de NV Tunnel Liefkenshoek de optie in 2012 niet licht zal de fiscale structuur wijzigen en daalt volgens Petercam mogelijk ook het financieel voordeel van de transactie.
Om de transactie mogelijk te maken verlengde de Vlaamse regering de oorspronkelijke concessie die liep tot 2009 maximaal tot 2037. Het Rekenhof merkte op 25 maart 1997 op dat de wet op de overheidsopdrachten voor deze verlenging niet werd gerespecteerd.
Indien gebruikgemaakt wordt van het lichten van de optie in 2012 zal de LILO ook geen invloed hebben op de politieke vrijheidsgraden inzake het mobiliteitsvraagstuk. Het Vlaams Gewest verplichtte de NV Tunnel Liefkenshoek immers tol te heffen omwille van de schuldaflossing van de lening met looptijd tot 2012 aan het Belgisch bankenconsortium. Minister De Meester verklaarde tijdens de parlementaire zitting van april 1997 dat het bijgevolg in 2012 zelfs mogelijk was om rekeningrijden op de Antwerpse ring te introduceren.
De Oost-Vlaamse provinciegouverneur Herman Balthazar noemde in 2002 de tolheffing een gemiste kans en een voorbeeld van hoe het niet moet.

### Lantis
Sinds 29 juli 2004 is de NV Tunnel Liefkenshoek een dochterbedrijf van de Lantis (vroeger BAM), doordat de Vlaamse Overheid hun belang in de Scheldeoeververbindingen inbracht in de nieuw opgerichte organisatie, in ruil voor aandelen. Door deze eigendomsoverdracht werd het mogelijk de inkomsten van de NV Tunnel Liefkenshoek te gebruiken voor de aflossing van de schuldfinanciering van de Oosterweelverbinding en de overige projecten van het Masterplan Antwerpen.

## Tarieven
De tarieven stegen sinds 2004 jaarlijks tot 2012, sindsdien werden enkel de tarieven voor betaling met creditcard en teletol aangepast. Op 22 juli 2005 besliste de Vlaamse Regering om de toltarieven equivalent te maken met deze van het project van de Oosterweelverbinding.
| Tarieven                   | Tarieven   | 1999    | 2004    | 2005*   | 2006    | 2007    | 2008    | 2009    | 2010    | 2011    | 2012    | 2013    | 2014    | 2015    | 2017    | 2018    | 2019    | 2020    | 2021    | 2023    |
| -------------------------- | ---------- | ------- | ------- | ------- | ------- | ------- | ------- | ------- | ------- | ------- | ------- | ------- | ------- | ------- | ------- | ------- | ------- | ------- | ------- | ------- |
| Categorie 1 (Hoogte < 3m)  | Manueel    | 2,97 €  | 4,00 €  | 5,00 €  | 5,00 €  | 5,00 €  | 5,00 €  | 5,50 €  | 5,50 €  | 5,50 €  | 6,00 €  | 6,00 €  | 6,00 €  | 6,00 €  | 6,00 €  | 6,00 €  | 6,00 €  | 6,00 €  | 6,00 €  | 7,00 €  |
| Categorie 1 (Hoogte < 3m)  | Creditcard |         |         |         |         |         | 4,50 €  | 4,50 €  | 4,50 €  | 4,60 €  | 4,76 €  | 4,90 €  | 4,95 €  | 4,95 €  | 4,95 €  | 4,95 €  | 4,95 €  | 4,95 €  | 4,95 €  | 5,60 €  |
| Categorie 1 (Hoogte < 3m)  | Teletol    | 2,48 €  | 2,80 €  | 2,85 €  | 3,00 €  | 3,00 €  | 3,15 €  | 3,23 €  | 3,23 €  | 3,30 €  | 3,42 €  | 3,52 €  | 3,56 €  | 3,56 €  | 3,56 €  | 3,56 €  | 3,56 €  | 3,56 €  | 3,56 €  | 4,00 €  |
| Categorie 2 (Hoogte >= 3m) | Manueel    | 12,40 € | 15,00 € | 15,00 € | 16,00 € | 16,00 € | 17,00 € | 18,00 € | 18,00 € | 18,00 € | 19,00 € | 19,00 € | 19,00 € | 19,00 € | 19,00 € | 19,00 € | 19,00 € | 19,00 € | 19,00 € | 22,00 € |
| Categorie 2 (Hoogte >= 3m) | Creditcard |         |         |         |         |         | 16,00 € | 16,00 € | 16,00 € | 16,35 € | 16,92 € | 17,41 € | 17,60 € | 17,60 € | 17,60 € | 17,60 € | 17,60 € | 17,60 € | 17,60 € | 19,90 € |
| Categorie 2 (Hoogte >= 3m) | Teletol    | 9,92 €  | 11,15 € | 9,68 €  | 12,00 € | 12,00 € | 12,55 € | 12,88 € | 12,88 € | 13,16 € | 13,62 € | 14,01 € | 14,16 € | 14,16 € | 14,16 € | 14,16 € | 14,16 € | 14,16 € | 14,16 € | € 16    |

## Benutting

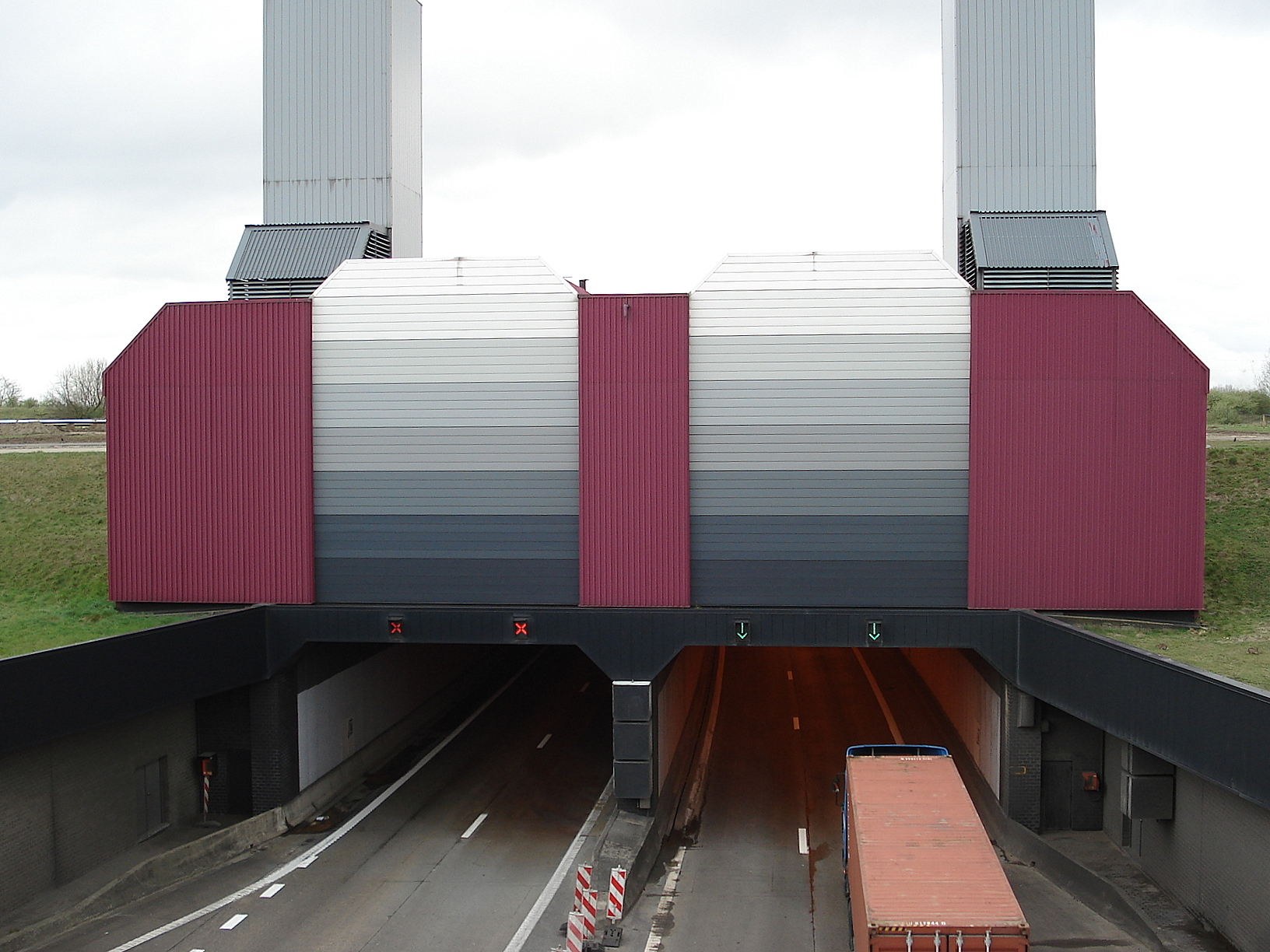
Ingang Liefkenshoektunnel op rechteroever.

In de eerste jaren na de ingebruikneming van de tunnel werd geregeld gewezen op het ondermaats gebruik van de weg. In 1999 wees het afdelingshoofd van de administratie Wegen Antwerpen van het Ministerie van de Vlaamse Gemeenschap de noordelijke ligging ervan ten opzichte van de stad, de gebrekkige ontsluiting en de tolinning hiervoor als oorzaken aan.
De Vlaamse regering besliste op 28 maart 2009 na grondige studie van het onafhankelijk onderzoek van Arup/SUM voor de Oosterweelverbinding om de aanbevelingen van die studie met betrekking tot het beter bereikbaar maken van de Liefkenshoektunnel vanuit de richting Frankrijk (E17) en het Waasland te volgen. Hiervoor voorzag de beslissing drie actiepunten. De administratie Wegen en Verkeer zou versneld werk maken van het uitwerken van een concreet voorstel om een alternatieve verbinding in het Waasland aan te leggen aansluitend bij de oostelijke tangent in Sint-Niklaas zoals voorgesteld door de Wase burgemeesters. Ook zou getracht worden om het havenverkeer reeds in Destelbergen via de R4 naar Zelzate (A11) te leiden om zo de E17 op het vak Sint-Niklaas – Kennedytunnel te ontlasten. Tot slot werd toen ook beslist om een plan uit te werken om de filevorming in de Tijsmanstunnel wegens het afslaand verkeer weg te werken.
De tunnel, berekend op een gebruik door 40.000 voertuigen per dag benaderde de verzadiging in 2017. Dat jaar gebruikten voor het eerst meer dan 10 miljoen voertuigen de tunnel. In de jaren voorafgaand aan 2017 kende de tunnel reeds meermaals een verkeersgroei jaar op jaar van 6 à 7%, in 2016 was er een groei van 10,6%, in 2017 van 12%. Het huidige record dateert van woensdag 22 november 2017 toen op de Antwerpse Ring een verloren lading siliconen meerdere rijstroken dagenlang onberijdbaar maakte. De dag van dit "siliconenincident" gebruikten 52.458 voertuigen de Liefkenshoektunnel.
| Aantal voertuigen cat.1 | 2001      | 2002      | 2003      | 2004      | 2005      | 2006      | 2007      | 2008      | 2009      | 2010      | 2011      | 2012      | 2013      | 2014      | 2015      | 2016      | 2017      | 2018      |
| ----------------------- | --------- | --------- | --------- | --------- | --------- | --------- | --------- | --------- | --------- | --------- | --------- | --------- | --------- | --------- | --------- | --------- | --------- | --------- |
| Januari                 | 262.619   | 271.793   | 280.019   | 255.658   | 261.070   | 267.126   | 292.112   | 324.524   |           |           |           |           |           |           |           |           |           |           |
| Februari                | 240.973   | 263.491   | 281.395   | 261.937   | 272.064   | 251.576   | 285.360   | 327.715   |           |           |           |           |           |           |           |           |           |           |
| Maart                   | 257.414   | 307.377   | 291.253   | 323.255   | 334.561   | 298.119   | 338.038   | 335.558   |           |           |           |           |           |           |           |           |           |           |
| April                   | 253.323   | 313.977   | 287.673   | 317.349   | 411.738   | 286.925   | 342.880   | 400.818   |           |           |           |           |           |           |           |           |           |           |
| Mei                     | 289.504   | 335.778   | 287.341   | 320.451   | 499.275   | 332.398   | 366.592   | 397.038   |           |           |           |           |           |           |           |           |           |           |
| Juni                    | 321.200   | 323.942   | 301.136   | 427.309   | 529.718   | 342.430   | 368.653   | 389.661   |           |           |           |           |           |           |           |           |           |           |
| Juli                    | 321.200   | 303.544   | 291.005   | 591.113   | 585.404   | 312.282   | 339.908   |           |           |           |           |           |           |           |           |           |           |           |
| Augustus                | 361.626   | 333.296   | 306.746   | 592.229   | 565.299   | 340.323   | 377.071   |           |           |           |           |           |           |           |           |           |           |           |
| September               | 304.650   | 322.765   | 298.194   | 518.917   | 348.840   | 309.821   | 340.082   |           |           |           |           |           |           |           |           |           |           |           |
| Oktober                 | 326.327   | 339.748   | 310.145   | 480.381   | 308.112   | 361.402   | 383.273   |           |           |           |           |           |           |           |           |           |           |           |
| November                | 293.070   | 307.905   | 267.813   | 302.015   | 277.674   | 313.620   | 343.751   |           |           |           |           |           |           |           |           |           |           |           |
| December                | 248.982   | 284.162   | 246.236   | 285.827   | 255.774   | 281.046   | 299.164   |           |           |           |           |           |           |           |           |           |           |           |
| TOTAAL                  | 3.461.486 | 3.707.778 | 3.448.956 | 4.676.441 | 4.649.529 | 3.697.068 | 4.076.884 | 4.306.146 | 4.197.236 | 4.336.033 | 4.470.434 | 4.381.807 | 4.554.621 | 4.884.783 | 5.172.934 | 5.726.215 | 6.447.806 | 7.062.736 |

| Aantal voertuigen cat.2 | 2001      | 2002      | 2003      | 2004      | 2005      | 2006      | 2007      | 2008      | 2009      | 2010      | 2011      | 2012      | 2013      | 2014      | 2015      | 2016      | 2017      | 2018      |
| ----------------------- | --------- | --------- | --------- | --------- | --------- | --------- | --------- | --------- | --------- | --------- | --------- | --------- | --------- | --------- | --------- | --------- | --------- | --------- |
| Januari                 | 90.169    | 99.428    | 108.154   | 121.864   | 122.987   | 150.252   | 180.685   | 223.251   |           |           |           |           |           |           |           |           |           |           |
| Februari                | 84.851    | 96.119    | 109.368   | 127.842   | 139.956   | 144.575   | 176.290   | 220.032   |           |           |           |           |           |           |           |           |           |           |
| Maart                   | 95.101    | 109.054   | 115.992   | 161.679   | 174.766   | 165.599   | 208.723   | 216.862   |           |           |           |           |           |           |           |           |           |           |
| April                   | 93.828    | 111.709   | 119.433   | 153.631   | 210.905   | 145.384   | 195.196   | 251.876   |           |           |           |           |           |           |           |           |           |           |
| Mei                     | 105.736   | 114.425   | 117.982   | 130.851   | 255.486   | 181.239   | 206.534   | 240.855   |           |           |           |           |           |           |           |           |           |           |
| Juni                    | 106.056   | 107.657   | 122.490   | 218.456   | 308.996   | 189.234   | 215.470   | 246.011   |           |           |           |           |           |           |           |           |           |           |
| Juli                    | 94.626    | 97.695    | 113.975   | 445.314   | 488.390   | 144.206   | 187.923   |           |           |           |           |           |           |           |           |           |           |           |
| Augustus                | 113.540   | 98.300    | 105.295   | 242.154   | 233.599   | 170.050   | 201.813   |           |           |           |           |           |           |           |           |           |           |           |
| September               | 103.270   | 113.112   | 133.269   | 287.307   | 176.495   | 171.743   | 196.310   |           |           |           |           |           |           |           |           |           |           |           |
| Oktober                 | 123.762   | 133.225   | 151.639   | 260.703   | 156.220   | 198.260   | 239.973   |           |           |           |           |           |           |           |           |           |           |           |
| November                | 110.272   | 121.897   | 122.175   | 148.812   | 154.885   | 191.649   | 224.776   |           |           |           |           |           |           |           |           |           |           |           |
| December                | 85.897    | 107.474   | 117.929   | 135.983   | 141.278   | 163.694   | 194.707   |           |           |           |           |           |           |           |           |           |           |           |
| TOTAAL                  | 1.207.108 | 1.310.095 | 1.437.701 | 2.434.496 | 2.563.964 | 2.015.885 | 2.428.400 | 2.655.166 | 2.176.658 | 2.541.923 | 2.776.242 | 2.682.271 | 2.793.474 | 3.001.056 | 3.209.631 | 3.530.337 | 3.921.016 | 4.160.774 |

## Tolvrij bij werken en calamiteiten

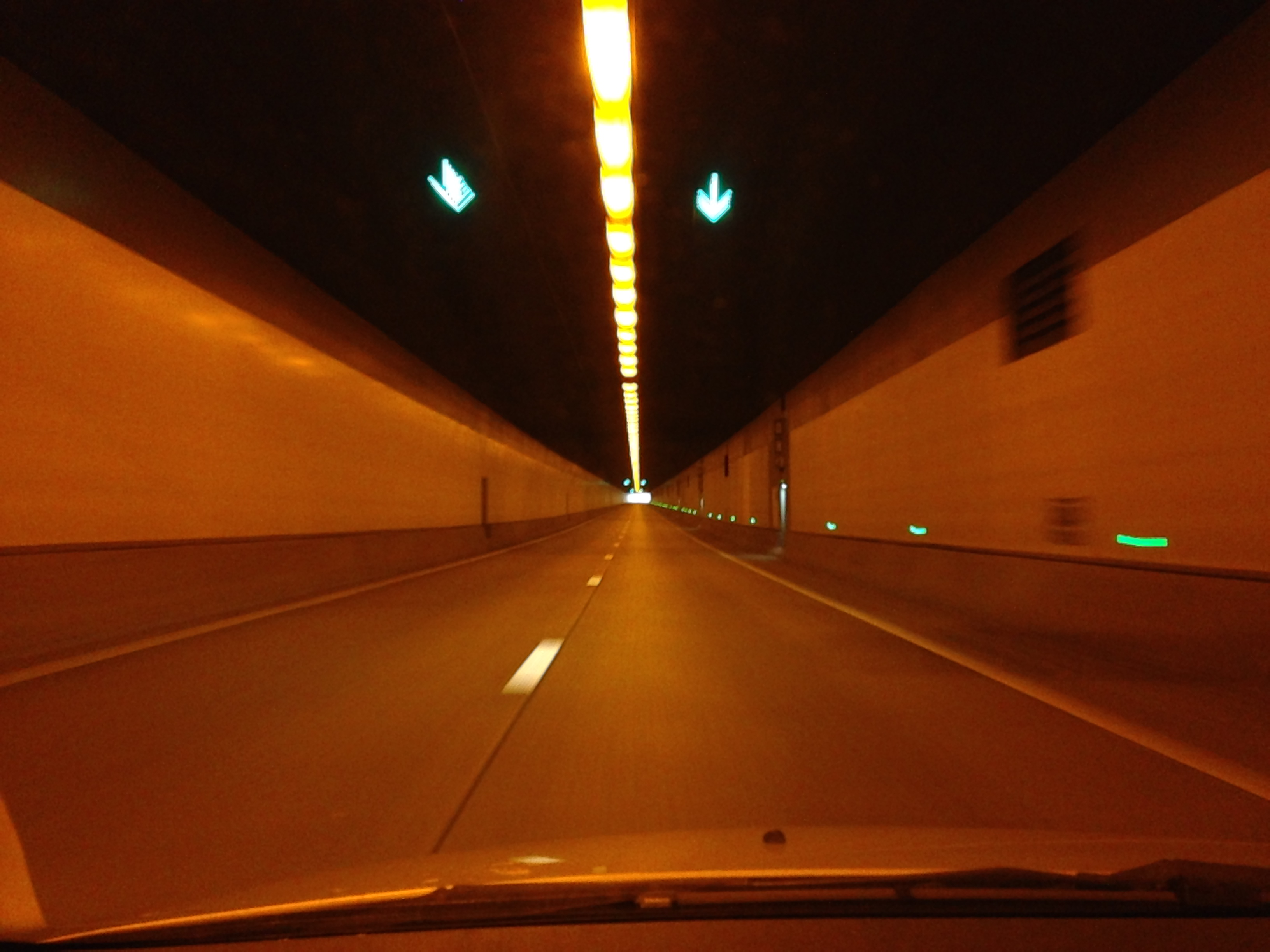

In 2000 bereikte de Vlaamse regering een principeakkoord met de NV Liefkenshoek om de tunnel open te stellen bij calamiteiten op het Antwerpse wegennet. Minister Steve Stevaert wees er het parlement op 30 maart 2000 op dat onder geen beding de indruk mocht gewekt worden dat deze maatregel permanent zou worden. De NV Liefkenshoektunnel betaalt aan de Vlaamse overheid, en die inkomsten zullen dalen door deze ingreep, voegde hij er nog aan toe.
Tijdens de werken aan de Ring en de Kennedytunnel in 2004 en 2005 werd de Liefkenshoektunnel enkele dagen tolvrij gemaakt. Ook als er een zwaar ongeval gebeurt elders op de ring, en het verkeer een vlot alternatief heeft aan de Liefkenshoektunnel kan deze tolvrij gemaakt worden. Deze beslissing wordt genomen door het Vlaams Verkeerscentrum. De tolvrije tijd bedroeg in 2016 60 uur en 30 minuten, tijdens welke tijd 92.359 voertuigen gebruik maakten van het aanbod en liep in 2017 op tot 115 uur en 40 minuten met 205.046 voertuigen die in die periode passeerden.

## Spoortunnel
In september 2008 was men begonnen met de aanleg van twee extra tunnelkokers die treinverkeer door de Liefkenshoektunnel mogelijk moeten maken. Locorail, een consortium bestaande uit de bouwbedrijven CFE, VINCI Concessions en BAM PPP, bouwde beide boortunnels in opdracht van de Belgische spoorwegbeheerder Infrabel. De tunnel werd eind 2014 in gebruik genomen en kreeg de naam Antigoontunnel, waarbij de officieuze naam van Liefkenshoekspoortunnel ook veelvuldig gehanteerd werd.